# Bestgore.com
Bestgore était un site web de choc canadien appartenant à Mark Marek qui fournissait des informations, des photos et des vidéos très violentes dans la vie réelle, avec l’opinion de l’auteur et les commentaires des utilisateurs.
Le site a attiré l'attention des médias en 2012, à la suite d'une vidéo montrant un meurtre réel commis par Luka Magnotta. En conséquence, Marek a été arrêté et inculpé en vertu de la loi canadienne sur l'obscénité pour avoir corrompu la morale publique.
Le 15 novembre 2020, le site est officiellement mis hors-ligne par son créateur, Mark Marek. Après plusieurs jours de spéculations à la suite de problèmes d'accès, le propriétaire du site indique sur l'accueil devenue entièrement blanche : « Pendant plus de 12 ans, BestGore.com était devenu l'incontournable des actualités non-censurées. N'oubliez pas : montrez-vous à vous-même, pas aux autres ! ». Il justifie sa décision en évoquant son envie de se concentrer à d'autres choses et en qualifiant le site comme devenu obsolète. À la suite de son message, il invite les personnes intéressées au rachat du nom de domaine à se faire connaître en le contactant par e-mail.  
Dans les jours qui suivent, il répond à un commentaire d'un internaute sur le site « lbry.tv » sur lequel une page de discussion dédiée à Best Gore est ouverte afin d'effectuer une sauvegarde de toutes les vidéos du site. Ce dernier lui demande s'il pense que le site sera fermé pour toujours. Marek indique qu'il le sera : « Très probablement définitivement ».